# Museu de Ciències Naturals de Barcelona
El Museu de Ciències Naturals de Barcelona és una institució amb més de 140 anys d'història que conserva un patrimoni de més de tres milions d'exemplars en els àmbits de la mineralogia, la petrologia, la paleontologia, la zoologia i la botànica. Aquest fons s'ha anat enriquint gràcies a donacions particulars, a convenis amb el Parc Zoològic i els parcs naturals de Catalunya, i també per la mateixa recerca del museu. La seva missió s'alinea amb la Declaració Buffon, acordada l'any 2007 per 93 institucions d'història natural de 36 països i de tots els continents, que afirma que la ciència és vital per a la gestió sostenible de la biodiversitat i els ecosistemes i, mitjançant aquesta, per a la supervivència de la població humana en aquest planeta. Des del 2022, el seu director és Carles Lalueza Fox.

## Història
El Museu Martorell, inaugurat l'any 1882, va ser el bressol dels museus municipals de zoologia, geologia i botànica i es va crear gràcies al llegat de Francesc Martorell i Peña (1822-1878), consistent en les seves col·leccions de ciències naturals i d'arqueologia, la seva biblioteca i recursos econòmics. Va formar part d'un projecte per fer del parc de la Ciutadella un espai dedicat a les ciències naturals, impulsat primerament per l'Ajuntament de Barcelona i després per la Mancomunitat de Catalunya. L'any 1906, l'Ajuntament creà la Junta Municipal de Ciències Naturals (incorporant la Diputació el 1917 i la Mancomunitat l'any 1920) que va gestionar els centres del parc: el Museu Martorell, el Zoològic, el Museu Zootècnic, l'Hivernacle i l'Umbracle. La Junta, liderada per Josep Maluquer i Nicolau, va convertir l'edifici del Castell dels Tres Dragons en el Museu de Ciències Naturals, anomenat Museu Catalunya a partir de 1917.
Fins a la dècada de 1920, el Museu de Ciències Naturals, integrat pel Museu Martorell i pel Museu Catalunya, va ser probablement la institució pública catalana més important en l'àmbit de les ciències naturals.
L'any 1935 el Departament de Botànica va separar-se del Museu de Ciències Naturals donant pas a l'Institut Botànic de Barcelona situat a Montjuïc i impulsat per Pius Font i Quer, el qual, el mateix any, va crear oficialment el primer «Jardí Botànic de Barcelona» als Sots de la Foixarda de Montjuïc, encara que no fos inaugurat fins al 1941 a causa de la Guerra Civil. Més tard, per preparar les obres de les instal·lacions olímpiques de Montjuïc i els Jocs Olímpics de 1992, el Jardí Botànic va haver de tancar al 1986 i no obrí un altre cop fins al 2003. Mentrestant un altre jardí botànic havia estat inaugurat al 1999, el nou Jardí Botànic de Barcelona, també situat a Montjuïc. L'anterior jardí dels anys 1930/1940 passà a ésser denominat Jardí Botànic Històric quan fou reobert al 2003. D'altra banda, el 1998, l'Institut Botànic va passar a ser un centre mixt del CSIC i de l'Ajuntament de Barcelona.
L'any 2000, els Museus de Zoologia i de Geologia es van unificar sota el nom de Museu de Ciències Naturals de la Ciutadella. L'any 2008 va continuar el procés de reunificació amb la integració del Jardí Botànic. També es va establir una relació estable de treball amb l'Institut Botànic en l'àrea de programes públics i administració.
L'any 2010 es va anunciar el trasllat de diverses col·leccions del parc de la Ciutadella cap a l'edifici Fòrum situat al parc del Fòrum, que posteriorment passà a denominar-se Museu Blau. El 23 de novembre de 2010 es va aprovar la creació del Consorci del Museu de Ciències Naturals de Barcelona, integrat per la Generalitat de Catalunya i l'Ajuntament de Barcelona.
La seu del Fòrum va obrir les portes el 27 de març de 2011. El dia de la inauguració el van visitar 6.300 visitants.
El 12 de juliol de 2011 va completar-se la instal·lació de l'esquelet de la balena, peça emblemàtica del Museu, en una zona d'accés lliure, damunt les escales d'entrada. Aquest esquelet correspon a un cetaci que l'11 de juny del 1862 va varar a la platja de Llançà. L'esquelet va ser conservat i l'any 1917 es va traslladar al Museu Martorell, primera seu del Museu de Ciències Naturals de Barcelona. L'any 1925 va ser traslladat a l'edifici del Castell dels Tres Dragons, llavors seu del museu. Es tracta d'un cetaci d'una tona de pes i gairebé 20 metres de llargada, que es mostra en la posició adoptada pels cetacis a l'hora de submergir-se, de forma més real que la posició que presentava al Castell dels Tres Dragons. Durant el procés de restauració i muntatge es va refer la mandíbula i es van afegir rèpliques dels discs intervertebrals que faltaven, fet que va fer créixer l'esquelet uns 2 metres.
El mes de novembre de 2011 el conseller de cultura Ferran Mascarell i el tinent d'alcalde de Cultura de l'ajuntament de Barcelona, Jaume Ciurana van signar un acord on s'indica que a partir del 2014 la Generalitat de Catalunya s'incorporarà al projecte del Museu de Ciències Naturals de Barcelona, amb l'objectiu de convertir-lo en un museu nacional de ciències naturals.

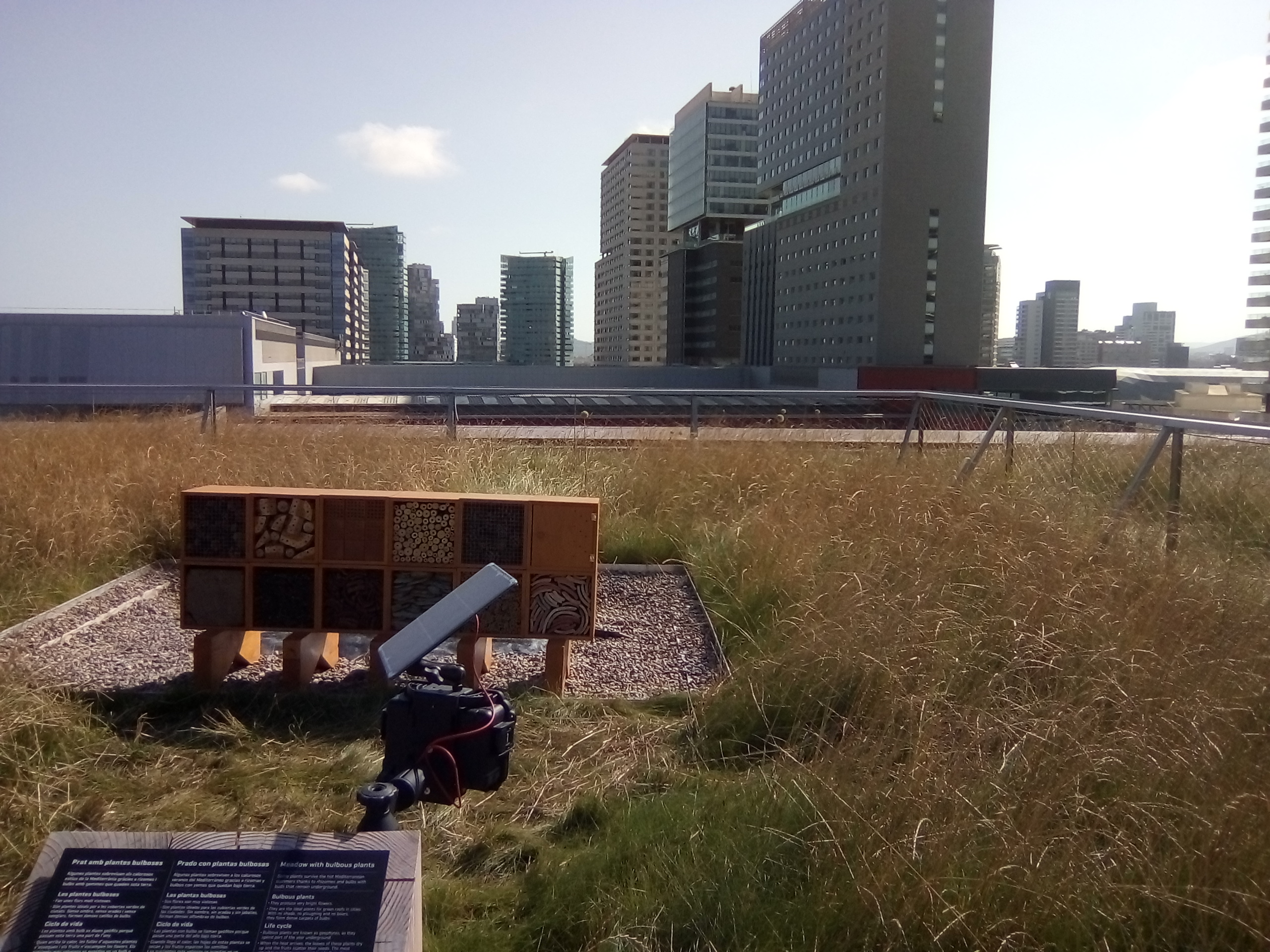
Prat i niu d'insectes en el terrat del Museu de C.N.

A finals de 2017 es va deixar de fer servir el nom "Museu Blau" per integrar-ho dins del Museu de Ciències Naturals de Barcelona. S'ha complert la previsió que el 2019 l'edifici principal del museu disposi d'una coberta verda visitable i amb funció educativa (7.100 m2).

## Seus
El Museu de Ciències Naturals de Barcelona està distribuït en diferents seus situades al parc de la Ciutadella, la muntanya de Montjuïc i el parc del Fòrum.
- Museu de Ciències Naturals de Barcelona: Seu dels programes públics del Museu. Exposició permanent Planeta vida, un viatge per la història de la vida i l'evolució. Hi acull exposicions temporals, una sala d'actes, aules, un espai per infants de 0-6 anys (Niu de ciència), tallers i una mediateca.[14] Aquest museu s'anomenà «Museu Blau» del 2011 al 2017.

- Centre Martorell d'Exposicions: Acull les exposicions temporals "Wow: Animals de museu Ciència, tècnica i art" i "Natura o Cultura? Una visió des del museu de ciències naturals". Des del 2023, aquest equipament ofereix exposicions científiques sobre temàtiques amb fort impacte social relacionades tant amb la crisi climàtica i de la biodiversitat, com amb l’exploració de les fronteres actuals del coneixement.
- Laboratori de Natura: Seu científica des del 2010,[15] al Castell dels Tres Dragons. L'antic Museu de Zoologia és un espai de recerca, estudi i conservació de les col·leccions del museu. També hi ha el centre de documentació i una biblioteca especialitzada.[14]

- Jardí Botànic de Barcelona: Seu botànica i d'activitats i exposicions públiques. Centre de referència per a la conservació de la flora mediterrània. Col·lecció de plantes vives i llavors. Els diversos jardins recreen ecosistemes naturals de zones del món amb clima mediterrani.[14]

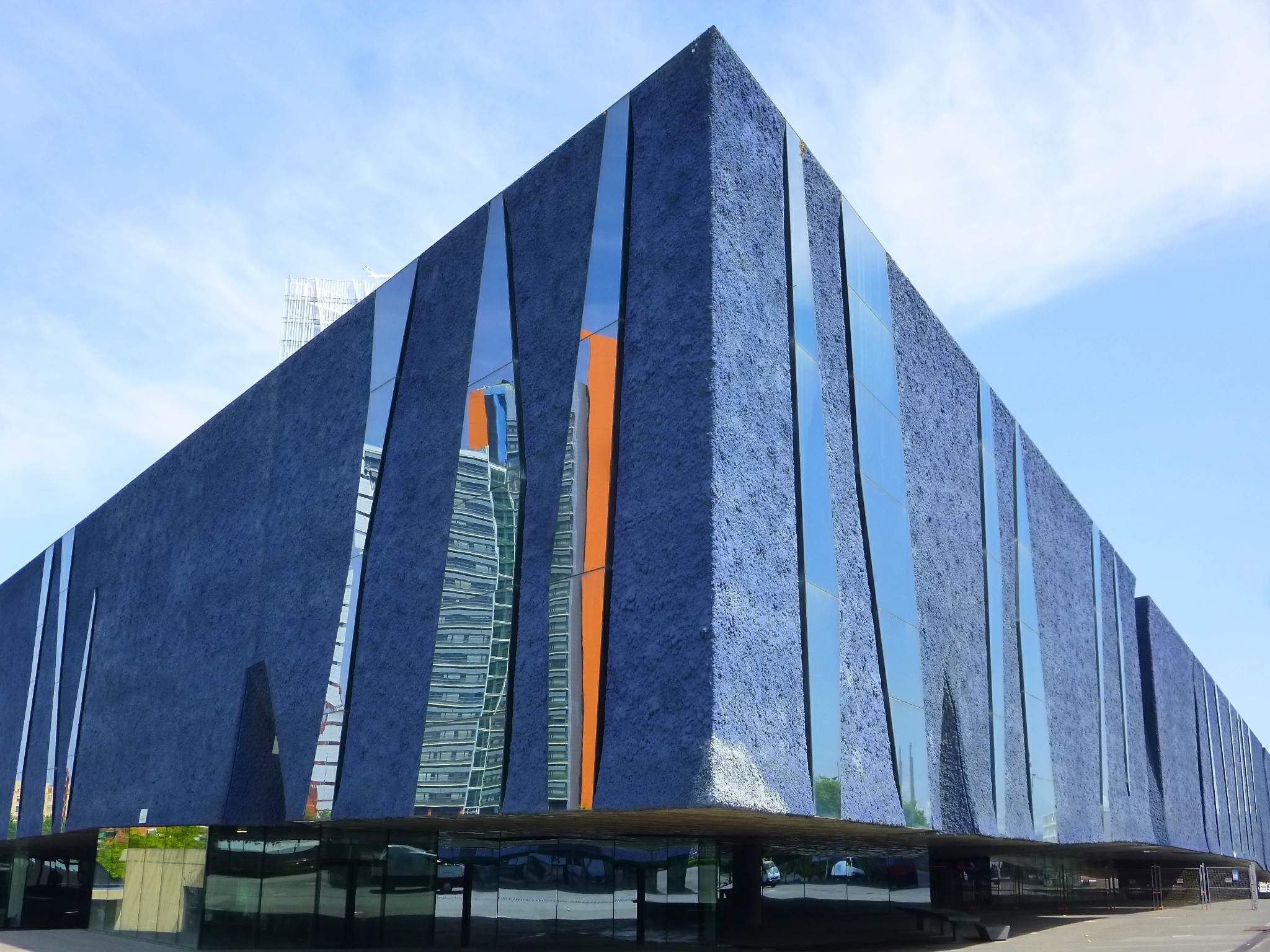
Museu de Ciències Naturals (Edifici Fòrum)
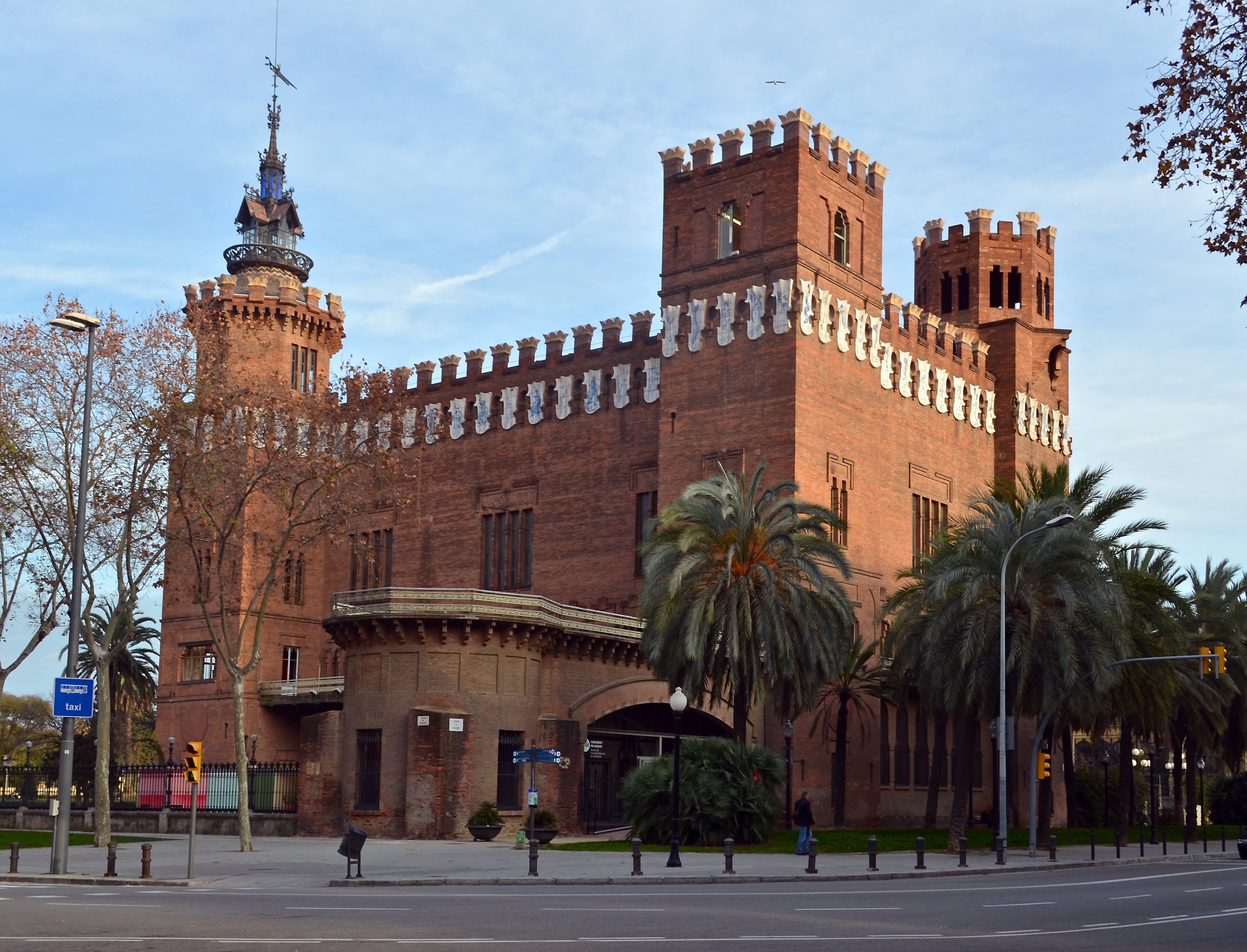
Laboratori de Natura (Castell dels Tres Dragons)
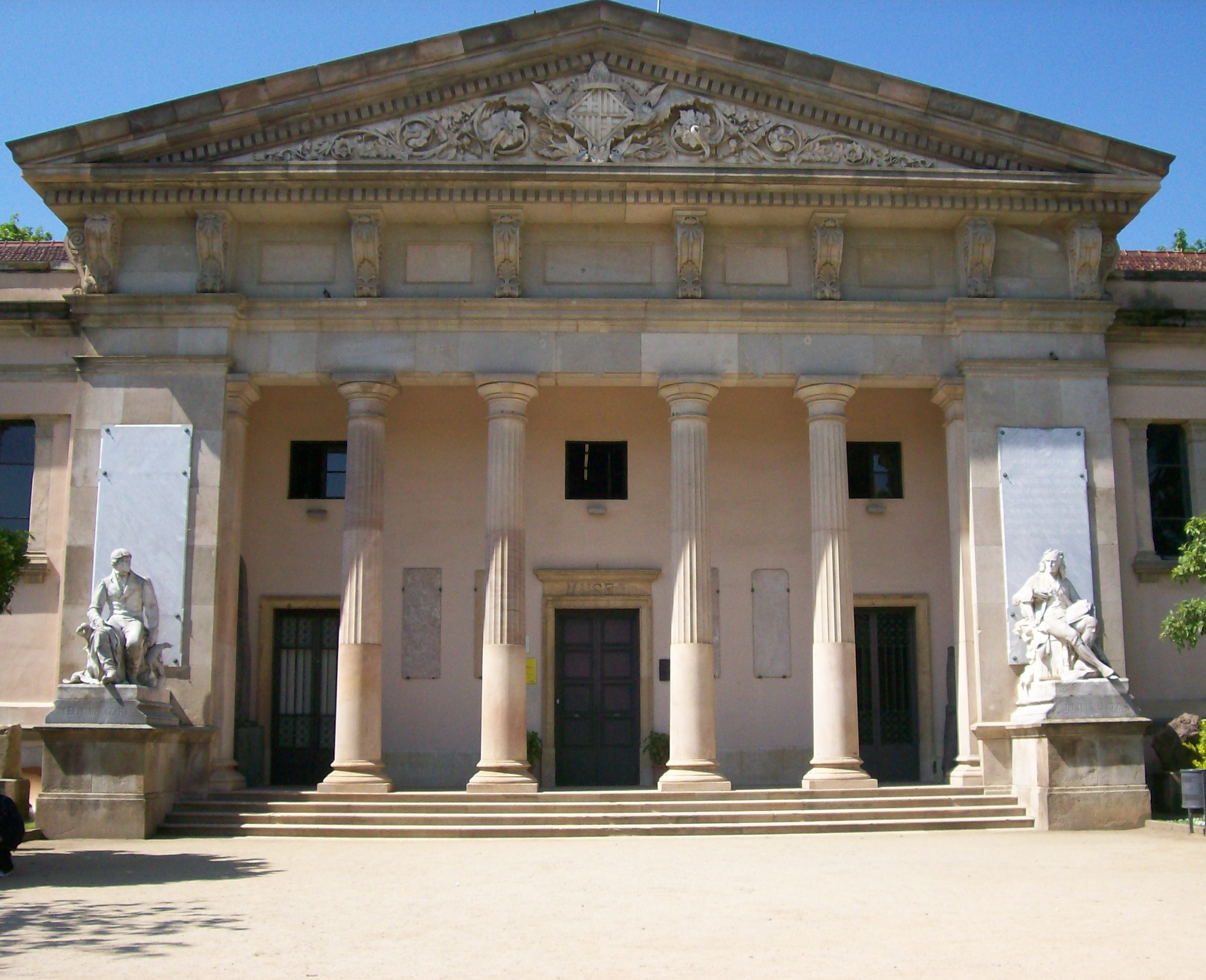
Centre Martorell d'Exposicions
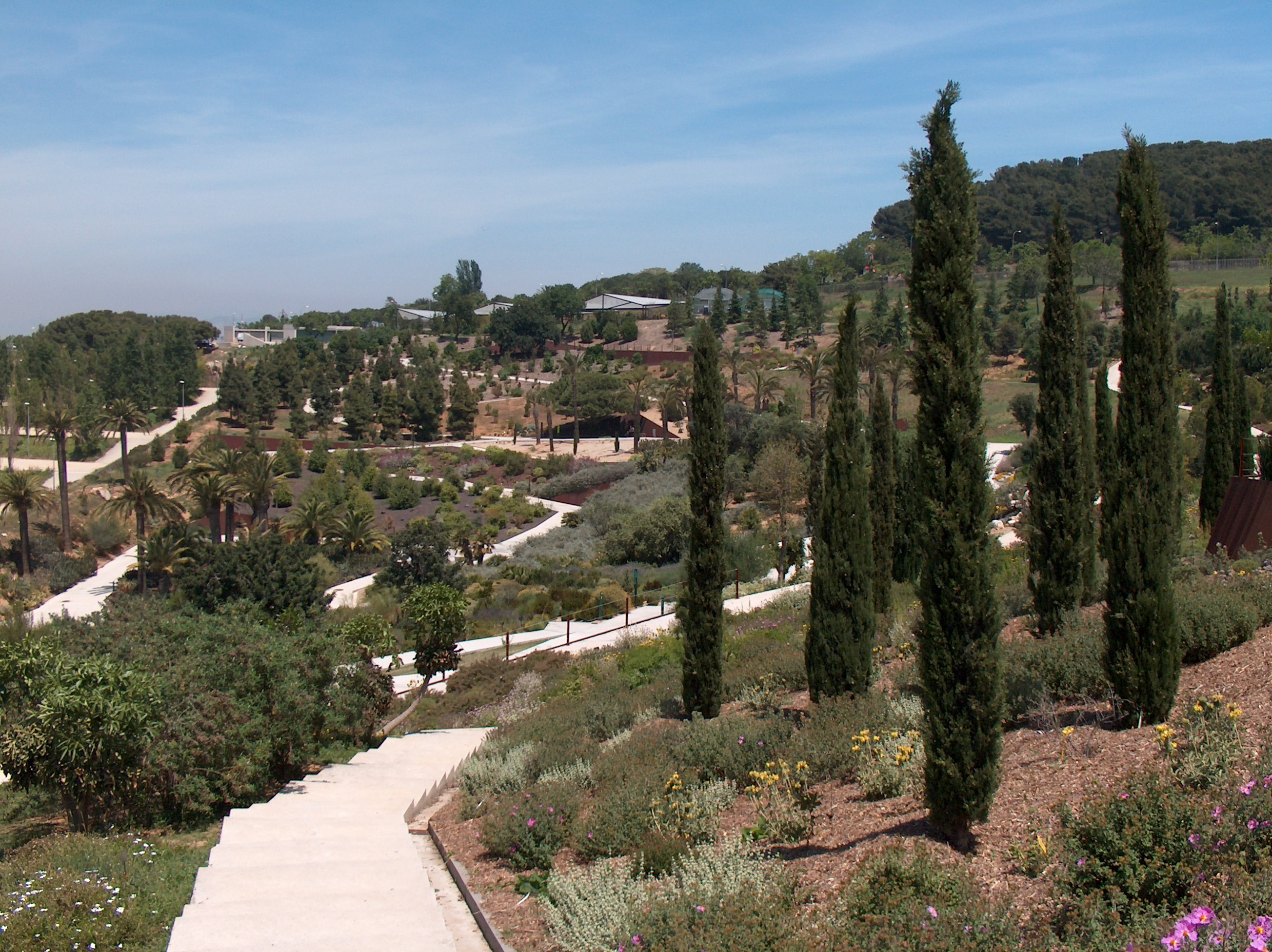
Jardí Botànic de Barcelona a Montjuïc

## Exposició permanent
- Planeta vida: És l'exposició permanent centrada en la teoria d'evolució Gaia formulada pel biòleg James Lovelock. El visitant pot explorar la terra en els seus inicis i durant la seva evolució i l'estat actual. Els "laboratoris de la vida" conviuen amb els fòssils conservats pels diversos centres divulgatius.[16] L'exposició permanent està centrada en la teoria d'evolució Gaia, formulada pel biòleg James Lovelock, que entén la Terra com un ésser viu. L'exposició està dividida en tres àrees, la primera de les quals s'anomena "La Biografia de la Terra", que explica l'origen de l'Univers i la formació del nostre planeta a partir de dues projeccions de gran format, a més de diverses peces i audiovisuals amb valuosa informació complementària. L'exposició de referència, que duu com a títol Planeta Vida, es completa amb les denominades Illes de Ciència, de les que n'hi ha quatre ja inaugurades (de les nou previstes) i que estan dedicades a temes específics sobre la natura i la seva relació amb els humans com són l'Evolució, la Classificació i la Nomenclatura, el Comportament animal i la Mediterrània. La secció "la Terra Avui", de 1.700 metres quadrats, ens explica l'estat actual de la Terra i la seva diversitat geològica i biològica. Exhibeix de forma didàctica i a través de pantalles tàctils i vitrines el fons tradicional del museu -fòssils, animals naturalitzats, plantes, algues, minerals i roques- al qual s'incorporen també àmbits dedicats als fongs i al món microscòpic (amb reproduccions de virus i microbis). S'exposen 4.500 dels 3 milions de peces que té el museu. El visitant pot explorar la terra en els seus inicis i durant la seva evolució i l'estat actual.

## Col·leccions
Les col·leccions del Museu comprenen més de tres milions d'espècimens. Inclouen plantes, líquens, fongs, animals, sons, fòssils, minerals i roques recol·lectats i conservats durant més de tres segles. Tenen una especial rellevància científica i són d'ús obligat per a la recerca taxonòmica i sistemàtica, són col·leccions de referència. Agrupen una alta diversitat d'espècies d'àmbit català i internacional i contenen nombrosos exemplars tipus, aquells que han servit per descriure nous tàxons. Les grans obres de consulta sobre la flora, la fauna i la geologia catalanes estan basades fonamentalment en els materials conservats en aquestes col·leccions. Una de les col·leccions té especial rellevància històrica, amb exemplars antics que daten des del segle xvii al XIX, es tracta del Gabinet d'Història Natural Salvador, és la més antiga de Catalunya, conservada i exposada a l'IBB. El llegat de Francesc Martorell fou la llavor per a la creació del Museu de Ciències Naturals de Barcelona.

## Recerca
La institució disposa d'una àrea científica pròpia, formada pels departaments de Col·leccions, de Recerca i el Centre de Documentació. El Museu participa en projectes de recerca amb d'altres institucions públiques, com ara el CSIC i les universitats, nacionals i estrangeres, alhora que desenvolupa els seus propis projectes, amb relació a les col·leccions que conserva i a objectius aplicats al territori proper.

### Publicacions
El Museu edita diverses publicacions científiques:
- Animal Biodiversity and Conservation
- Arxius de Miscel·lània Zoològica
- Monografies del Museu de Ciències Naturals
- Treballs del Museu de Geologia de Barcelona

- Miscel·lània Zoològica
- Treballs del Museu de Zoologia
- Publicacions de la Junta de Ciències Naturals